# La parole est à la défense (film, 1944)
Pour les articles homonymes, voir La parole est à la défense.
La parole est à la défense (en allemand : Der Verteidiger hat das Wort) est un film de procès allemand réalisé par Werner Klingler, sorti en 1944.

## Synopsis
Le conseiller judiciaire Jordan est un juriste très respecté et Lorsqu'il prend en charge une affaire en tant qu'avocat de la défense pénale, c'est uniquement sur la prémisse qu'il croit fermement en l'innocence de son client. Lors d'une privée pour le prochain mariage de sa fille unique Gisela avec le bijoutier Günther Fabian est à célébrer, deux détectives apparaissent et veulent arrêter Fabian, soupçonné d'avoir assassiné son ex-femme Maria alias Ria Nora, une danseuse de cabaret. Alors que Gisela croit naturellement à l'innocence de son futur mari, le père défenseur a d'abord des doutes. Jordan et Fabian sont allés ensemble au bar Excelsior la veille pour leur enterrement de vie de garçon, où Ria s'est produite. Cependant, Günther n'avait rien dit à son beau-père sur le fait que le danseur était son ex petite amie. Le fait qu'il ait vu Ria dans la bijouterie de Günther ce matin n'inspire pas vraiment confiance à l'avocat vedette. Et pour couronner le tout, il y a aussi des témoins qui, peu avant la découverte du corps de Ria par le chef d'orchestre Jack Gilmore dans sa loge, ont vu Günther entrer dans sa chambre et repartir rapidement un peu plus tard.
Pour le bien de sa fille, le Conseil judiciaire accepte de parler au suspect du meurtre. Fabian lui explique qu'il a offert à Ria 3 000 marks si elle devait disparaître de sa vie et cesser de l'embêter, lui et sa future épouse, ce que Ria avait accepté. Lorsque son corps sans vie a été découvert, cependant, les 3 000 marques avaient disparu sans laisser de trace. Après cette conversation, l'avocat Jordan est convaincu de l'innocence de Fabian. Aucun document d'exonération n'est disponible alors Jordan entreprend d'enquêter par lui-même. Après un travail minutieux, il est convaincu de la manière dont le crime a dû se produire et compile les preuves devant le tribunal. Dans la reconstitution du meurtre, les événements sont présentés comme suit : l'auteur est entré par la fenêtre du vestiaire, avec un camion garé en dessous donnant une aide à l'embarquement. L'agresseur a tué Ria et est redescendu par la fenêtre. Cependant, puisque la fenêtre du vestiaire a été retrouvée fermée lorsque le vestiaire a été ouvert, elle ne peut avoir été fermée que par le courant d'air créé par Gilmore ouvrant la porte. Le seul qui est mis en cause en tant qu'auteur est le régisseur Hans-Joachim Schmidt, qui a de grosses dettes de jeu. D'une fenêtre d'en face, il avait vu Fabian remettre le paquet d'argent à son ex-femme. Lorsque le tueur est entré dans le vestiaire, il a été surpris par Ria. Pour se débarrasser d'elle en tant que témoin, Schmidt a tué Ria. Maintenant que l'affaire a été éclaircie, rien ne s'oppose au futur bonheur conjugal de Gisela avec Günther. 

## Fiche technique
- Titre original : Der Verteidiger hat das Wort
- Réalisation : Werner Klingler
- Scénario : Harald G. Petersson, sur une idée d'Edgar Kahn
- Photographie : Georg Bruckbauer
- Musique : Willy Mattes
- Montage : Ella Ensink
- Décors : Franz F. Fürst, Fritz Lück et Fritz Maurischat
- Costumes : Gertraud Recke
- Son : Oskar Haarbrandt
- Caméra : Georg Bruckbauer
- Direction de la production : Conrad Flockner, Fritz Schwarz et Willi Strenger
- Production : Heinrich George, Tobis Filmkunst
- Durée : 89 min

## Distribution
- Heinrich George : le magistrat Jordan
- Carla Rust : Giesela Jordan
- Rudolf Fernau : Günther Fabian
- Margit Symo : Ria Nora
- Karl Schönböck : Jack Gillmoore
- Eduard von Winterstein : le président
- Claus Clausen : le procureur
- Walther Süssenguth : le juge d'instruction
- Andrews Engelmann : le chauffeur
- Ernst Legal : Seibold, le bookmaker
- Elisabeth Schwarzkopf et Charlotte Michael : les chanteuses
- Walter Bechmann : le contrôleur de cartes
- Helmut Hansen : Herr Schmidt
- Alwin Lippisch : Billy Baumann
- Hans Meyer-Hanno : Herr Böttger
- Claire Reigbert : Ida, la gouvernante des Jordan